# Lutherkirche (Pirmasens)
Die Lutherkirche ist eine evangelische Kirche in Pirmasens.

## Geschichte
Landgraf Ludwig IX. ließ die Kirche 1757/1758 als Hof- und Garnisonskirche vom Zweibrücker Werkmeister Schweighöfer als Querkirche erbauen und fand auch hier 1790 seine letzte Ruhestätte. Die Kirche wurde seit 1818 „Untere Kirche“ und ab 1931 „Lutherkirche“ genannt. Nach starker Beschädigung im Zweiten Weltkrieg durch Luftangriffe vom 9. August 1944 und 15. März 1945 wurde sie 1949 wiederhergestellt. Der markante Turmhelm wurde als Wahrzeichen der Stadt erst in den späten 1950er Jahren rekonstruiert; das nach historischem Vorbild neu gefertigte Turmkreuz setzte man mit Hilfe eines amerikanischen Militärhubschraubers – als Zeichen der Versöhnung – im Jahre 1960 auf. Es zeigt den Hessisch-Darmstädtischen Löwen sowie den die Grafschaft Hanau-Lichtenberg symbolisierenden Schwan. Der Löwe wendet sein Schwert nicht mehr wie früher nach Süden (gegen Frankreich), sondern nach Osten.
Die Kirche steht unter Denkmalschutz und ist heute Dekanatskirche des evangelischen Kirchenbezirks Pirmasens. Die Kirche ist die älteste protestantische Kirche der Stadt. Zur Ausstattung gehören ein historisches Altartuch sowie ein Meditationsleuchter, den Erwin Würth aus Petersbächel anfertigte. Die auf der Empore stehende Orgel erbaute die Firma Oberlinger in den 1950er-Jahren. Über dem Eingang befindet sich das Wappen des Landgrafen. Die Kirche ist täglich geöffnet.

## Glocken
Im Turm der Lutherkirche befindet sich ein vierstimmiges Geläute, das 1957 von der Glockengießerei Rincker in Sinn/Dillkreis (Hessen) geliefert wurde. Die Glocken sind nach den vier Evangelisten benannt und tragen als Aufschrift deren Namen und Symbole: Matthäus (fis') – Markus (e') – Lukas (cis') – Johannes (a°). Das Geläute besitzt eine große Klangfülle und überrascht den nicht darauf eingestellten Hörer ob seiner Tontiefe, an welche manche Kathedrale nicht heranreicht. Besonders eindrucksvoll ist die Johannesglocke, wenn sie z. B. solistisch den Karfreitagsgottesdienst einläutet oder aber das Plenum mit ihrem gravitätischen Einsatz nach unten abschließt. Im Vergleich mit anderen Glocken dieser Tonlage kann sie mit 3001 kg Masse als ausgesprochenes „Leichtgewicht“ gelten.